# Односи Србије и Малте
Односи Србије и Малте су инострани односи Републике Србије и Републике Малте.

## Билатерални односи
Дипломатски односи са Малтом су успостављени 6. јануара 1969. године.
Амбасада Републике Србије у Риму (Италија) радно покрива Малту.

### Политички односи
- ПВ Малте Џозеф Маскат посетио је Р. Србију и сусрео се са ПВ А. Вучићем 9. јануара 2016. године.
- МИП Малте Џ. Вела се 4. децембра 2015. године сусрео са ППВ и МСП И. Дачићем на маргинама 22. Министарског савета ОЕБС у Београду.
- Бивши Министар иностраних послова Тонио Борг посетио је Београд 2010. и сусрео се са највишим званичницима Републике Србије.
- Посета бившег Министра иностраних послова Вука Јеремића Малти била је 9. септембра 2009. када се сусрео са свим највишим званичницима Малте (председник Џорџ Абела, председник Парламента Л. Галеа, премијер Лоренс Гонзи и Министар иностраних послова Тонио Борг).[1]

### Економски односи
- Током 2020. извоз у Р. Малту износио је 4,2 милиона долара а увоз у Р. Србију 12,4 милиона УСД. Укупна робна размена у 2020. била је 16,7 милиона долара.
- У току 2019. године извезено је на Малту робе у вредности од 3,8 милиона УСД, а увезено за 16 милиона. Робна размена у 2019. укупно је износила 19,8 милиона долара.
- Током 2018. извоз на Малту вредео је 2,1 милион долара, а увоз у Србију 13 милиона УСД. У 2018. размењено је укупно роба у вредности од 15,1 милиона долара.[3][4]